# 슈테판 클로스
슈테판 클로스(Stefan Klos, 1971년 8월 16일, 노르트라인베스트팔렌주 도르트문트 ~)는 은퇴한 독일의 축구 선수로, 선수시절 골키퍼로 활약하였다.
그는 17년을 프로 선수로 활약할 때 보루시아 도르트문트와 레인저스 FC에서만 활약하였고, 이 두 클럽에서 활약하며 4번의 스코틀랜드 프리미어리그와 1997년 챔피언스리그를 포함하여 13번의 메이저 타이틀을 획득하였다.

## 클럽 경력

### 보루시아 도르트문트
도르트문트 출신으로, 클로스는 1990년대 여름에 TSC 아인트라흐트 도르트문트에서, 그 이웃 보루시아 도르트문트로 이적하였다. 그는 1991년 5월 4일, 불과 19세의 나이에 분데스리가에 데뷔하였다. 상대는 SG 바텐샤이트 09으로 이 홈경기에서 2-2 무승부를 거두었다.
1991-92 시즌을 기점으로, 클로스는 붙박이 주전이 되었고, 그에 따라 오랫동안 주전으로 활약하던 볼프강 데 베에어를 벤치로 보냈다. 그가 가장 적게 출전한 시즌은 보루센이 타이틀 방어에 성공한 1995-96 시즌이었고, 이때 31경기에 출전하였다. 1991-92 시즌, 주전이 된 첫 해에는 준우승을 거두었다.
그는 1996-97 시즌의 리그 전 경기를 출장한 것은 물론 같은 시즌의 UEFA 챔피언스리그에서도 11경기에 출전 (총 46경기 출전) 을 하였고, 보루센은 역사상 처음으로 빅이어를 수집하였다. 그는 350번이 넘는 공식경기에 출전한 후 도르트문트를 떠났다.

### 레인저스 FC
1998년 12월 24일, 클로스는 스코틀랜드 거함 레인저스 FC와 계약을 하였고, 당시 유럽의 최다 연봉 선수들 중 하나가 되었다. 그는 리오늘 샤르보니에르를 대신하여 주전 골키퍼로 활약하며, 클럽 레전드 앤디 고람의 별명 '더 골리' (The Goalie)를 패러디로 한 '데어 골리' (Der Goalie) 라는 별칭이 붙었다. 그는 이적 후 첫 시즌인 1998-99 시즌에 스코틀랜드 프리미어리그 우승을 거두었다.
2000-01 시즌, 하트 오브 미들로디언 FC과의 타인캐슬 경기장 원정 경기에서 좋은 활약을 펼쳤는데, 아르투르 뉘만과 클라우디오 레이나가 모두 퇴장 당한 상황에서 연달아 훌륭한 선방을 펼쳤고, 팀은 외어흐 알베어츠의 페널티킥으로 1-0 승리를 거두었다. 그러나 셀틱 FC의 리그 우승을 막지는 못했다.
2002-03 시즌, 클로스는 팀의 붙밖이 주전임을 재확인하였고, 레인저스는 국내 트레블을 달성하였다. 그는 2004년 7월에 팀의 주장이 되었다.
2005년 1월, 클로스는 훈련 도중 무릎 인대 부상을 당하였고, 그의 자리는 로날드 바테르스가 대신하였다. 이 네덜란드인은 클로스가 컨디션을 회복한 상황에서도 주전 자리를 사수하였다.
클로스는 2006-07 시즌에 폴 르겡이 들어오고 리오늘 르티지의 영입으로 치열한 주전경쟁을 하였다. 그는 자전거 사고로 부상을 당하여 본래 써드 골키퍼였던 앨런 맥그래거가 출전하게 되었다. 2006년 11월 2일, 그는 하포엘 텔아비브 FC와의 UEFA컵 조별 리그 경기에서 맥그래거가 퇴장당하자, 2006-07 시즌들어 처음으로 1군 경기에 출전하였다. (2-0 홈경기 승리)
클로스는 2006-07 시즌까지 총 8년반동안 레인저스에서 활약하며 299 공식 경기에 출전한 후 떠났다. 그는 36세의 나이에 은퇴하였고, 얼마 안 지나 스위스에 정착하였다. 2009년 그는 레인저스 명예의 전당에 올랐다.

## 수상
보루시아 도르트문트
- UEFA 챔피언스리그: 1996–97
- 인터콘티넨털컵: 1997
- 푸스발-분데스리가: 1994–95, 1995–96
- UEFA컵 준우승: 1992–93

레인저스 FC
- 스코틀랜드 프리미어리그: 1998–99, 1999–2000, 2002–03, 2004–05
- 스코틀랜드 컵: 1998–99, 2001–02, 2002–03
- 스코틀랜드 리그컵: 2001–02, 2002–03